# Schildern
Als Schildern bezeichnet man eine Verhaltensweise bei Pferden, bei der abwechselnd ein Hinterbein passiv fixiert und das andere entlastet wird. Die passive Fixierung erfolgt durch Anspannung des Musculus quadriceps femoris, durch die die Kniescheibe in die Schlaufe zwischen mittlerem und innenseitigen Kniescheibenband auf dem verbreiterten inneren Rollkamm (Rollkammbeule, Tuberculum trochleae) der Kniescheibenrinne des Oberschenkelknochens (Trochlea ossis femoris) eingehakt wird. Durch die Spannsägenkonstruktion wird gleichzeitig das Sprunggelenk fixiert und der Fesselträger sorgt für eine bindegewebige Stabilisierung der Zehengelenke. Das entlastete Bein wird mit der Hufspitze auf dem Boden aufgesetzt. Dadurch wird ein weitgehend ermüdungsarmes, mit wenig Muskelarbeit verbundenes Stehen ermöglicht. Zum Lösen der Arretierung zieht der Musculus quadriceps femoris die Kniescheibe wieder nach oben und durch Anspannung des Musculus biceps femoris wird sie zur Seite gezogen und damit von der Rollkammbeule gekippt.
Störungen des Lösungsvorgangs (Proximale Patella-Fixation) resultieren in ausgeprägten Bewegungsauffälligkeiten. Die proximale Patella-Fixation kann als habituelle Patella-Fixation auftreten, bei der die Loslösung lediglich verzögert ist. Hierbei tritt bei der Beugung des Kniegelenks eine ruckartige Bewegung auf. Bei der stationären Patella-Fixation bleiben Knie- und Sprunggelenk in der arretierten Stellung.